# Olesia Pierwuszyna
Olesia Siergiejewna Pierwuszyna, ros. Олеся Сергеевна Первушина (ur. 29 kwietnia 2000 w Chabarowsku) – rosyjska tenisistka, finalistka French Open 2016 w grze podwójnej dziewcząt.

## Kariera tenisowa
W rozgrywkach zawodowych zadebiutowała w maju 2015 roku, w turnieju ITF we włoskim Santa Margherita di Pula, gdzie dotarła do ćwierćfinału. Pierwsze sukcesy przyszły w listopadzie tego samego roku w postaci wygranych turniejów, zarówno w grze pojedynczej jak i podwójnej. W sumie zwyciężyła w czterech turniejach singlowych i czterech deblowych rangi ITF.
W 2016 roku, w parze z Anastasiją Potapową, osiągnęła finał French Open w grze podwójnej dziewcząt.

## Wygrane turnieje rangi ITF
| turnieje z pulą nagród 100 000 $ |
| turnieje z pulą nagród 75 000 $  |
| turnieje z pulą nagród 50 000 $  |
| turnieje z pulą nagród 25 000 $  |
| turnieje z pulą nagród 15 000 $  |
| turnieje z pulą nagród 10 000 $  |

### Gra pojedyncza
|    | Data       | Turniej                  | Naw.    | Przeciwniczka       | Wynik            |
| 1. | 08/11/2015 | Santa Margherita di Pula | Ceglana | Anastasia Grymalska | 2:6, 7:5, 6:1    |
| 2. | 17/04/2016 | Santa Margherita di Pula | Ceglana | Bianca Turati       | 7:6(1), 6:3      |
| 3. | 15/05/2016 | Santa Margherita di Pula | Ceglana | Corinna Dentoni     | 6:3, 3:6, 7:5    |
| 4. | 21/08/2016 | Lipsk                    | Ceglana | Julia Grabher       | 7:6(4), 3:6, 7:5 |

### Gra podwójna
|    | Data       | Turniej                  | Naw.          | Partnerka           | Przeciwniczki                         | Wynik    |
| 1. | 31/10/2015 | Santa Margherita di Pula | Ceglana       | Federica Bilardo    | Nikola Dolakova Barbora Kotelesova    | 6:3, 6:4 |
| 2. | 25/03/2017 | Santa Margherita di Pula | Ceglana       | Dajana Jastremśka   | Tara Moore Conny Perrin               | 6:4, 6:4 |
| 3. | 06/05/2017 | Chimki                   | Twarda (hala) | Anastasija Potapowa | Jekatierina Kazionowa Darija Krużkowa | 6:0, 6:1 |
| 4. | 19/05/2017 | La Bisbal d'Empordà      | Ceglana       | Wałerija Strachowa  | Jaqueline Cristian Renata Zarazúa     | 7:5, 6:2 |

## Finały juniorskich turniejów wielkoszlemowych

### Gra podwójna (2)
| Końcowy wynik | Rok  | Turniej     | Nawierzchnia | Partnerka           | Przeciwniczki                     | Wynik finału   |
| Finalistka    | 2016 | French Open | Ceglana      | Anastasija Potapowa | Paula Arias Manjón Olga Danilović | 6:3, 3:6, 8–10 |
| Finalistka    | 2017 | French Open | Ceglana      | Anastasija Potapowa | Bianca Andreescu Carson Branstine | 1:6, 3:6       |